# Мала Івановка (Ковилкінський район)
Мала Іва́новка (рос. Малая Ивановка, ерз. Малая Ивановка) — присілок у складі Ковилкінського району Мордовії, Росія. Входить до складу Великоазяського сільського поселення.
Населення — 27 осіб (2010; 33 у 2002).
Національний склад станом на 2002 рік:
- росіяни — 100 %